# Omellóns
Omellóns o Els Omellons (en catalán y oficialmente desde 1981, Els Omellons) es un municipio español de la provincia de Lérida, en la comunidad autónoma de Cataluña, situado en la parte orientsl de la comarca de Las Garrigas, en el límite con la del Urgel.

## Geografía humana

### Demografía
Cuenta con una población de 190 habitantes (INE 2024).
| Gráfica de evolución demográfica de Omellóns entre 1842 y 2021 |
| |
| Población de derecho según los censos de población del INE Población de hecho según los censos de población del INEEntre el censo de 1877 y el anterior, varía el término del municipio porque recibe a 25092 (Floresta) de 25138 (Mongay) y transfiere 255079 (Butsenit) a 25138 (Mongay) En estos censos se denominaba Omellóns: 1842, 1857, 1860, 1877, 1900, 1910, 1920, 1930, 1940, 1950, 1960, 1970 y 1981 Entre el censo de 1857 y el anterior, crece el término del municipio porque incorpora a 255079 (Butsenit), 255216 (Llorach) Entre el censo de 1887 y el anterior, este municipio desaparece porque cambia de nombre y aparece como el municipio 25092 (Floresta) Entre el censo de 1897 y el anterior, aparece este municipio porque se segrega del municipio 25092 (Floresta) |

| 1497 | 1515 | 1553 | 1717 | 1787 | 1857 | 1877 | 1887 | 1900 |
| ---- | ---- | ---- | ---- | ---- | ---- | ---- | ---- | ---- |
| —    | —    | 14   | 126  | 239  | 837  | 989  | —    | 513  |

| 1910 | 1920 | 1930 | 1940 | 1950 | 1960 | 1970 | 1981 | 1990 |
| ---- | ---- | ---- | ---- | ---- | ---- | ---- | ---- | ---- |
| 507  | 451  | 465  | 420  | 434  | 363  | 348  | 288  | 282  |

| 1992 | 1994 | 1996 | 1998 | 2000 | 2002 | 2004 | 2006 | — |
| ---- | ---- | ---- | ---- | ---- | ---- | ---- | ---- | - |
| 271  | 265  | 271  | 266  | 264  | 251  | 253  | 252  | — |

En 1897 se disgrega de La Floresta.

## Comunicaciones
Se llega al municipio a través la carretera local LV-2012, estando ubicado la población entre las localidades de La Floresta y Espluga Calva. En su término municipal discurre un tramo de la línea férrea Lleida-Tarragona.

## Economía
La economía local se basa en la agricultura, concretamente en el cultivo del olivo, la almendra y la vid. La producción de aceite está registrada bajo la denominación de origen protegida Les Garrigues, y está reconocido como uno de los mejores aceites del mundo. La producción de vino está amparada bajo la denominación de origen Costers del Segre.

## Lugares de interés

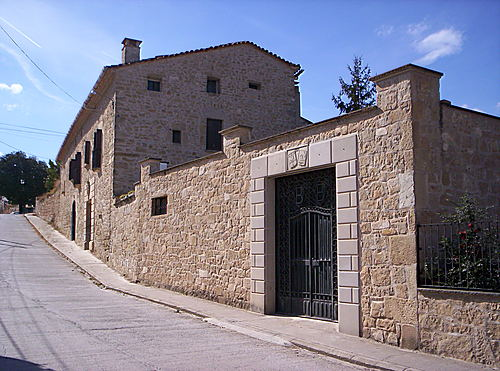
Casa Llorach.

- Casa Llorach, data de 1770, construida sobre dos molinos, uno de aceite y el otro de harina. Fue casa natal del poeta romántico Ezequiel Llorach (1846-1887). Esta casa señorial fue declarada en 1980 por la Direcció General de Belles Arts de Catalunya Monumento Nacional Histórico Artístico. Conserva una interesante ventana árabe, con una reja decorada con seis medias lunas, y tiene en la fachada el escudo de los Llorach.

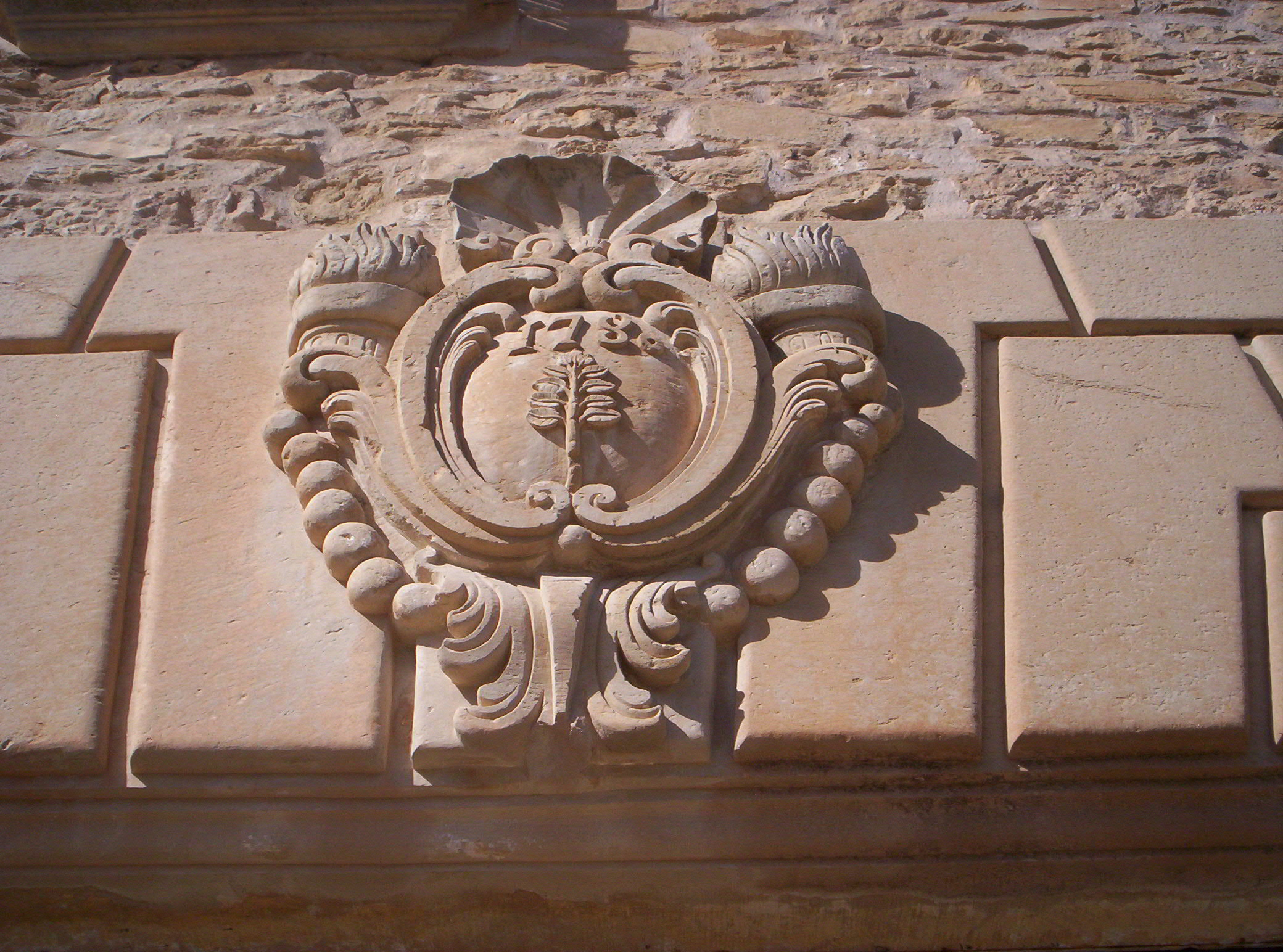
Uno de los dos escudos de Casa Llorach.

- Iglesia Parroquial de Sant Miquel, originaria del XVIII tiene una formidable fachada barroca, en su interior tiene tres naves, campanario de torre de planta cuadrada y conserva un notable retablo barroco de piedra.

## Personajes célebres
El poeta nacido en esta localidad Ezequiel Llorach(1846-1887), publicó dos libros, "Vibraciones del sentimiento" y "Acteón", y diversos poemas.

## Curiosidades
El Misterio de Omellóns
En febrero del 2000 aparecieron unos extraños círculos en un campo de cebada. El diario local La Mañana divulgó una nota que saltó a toda la prensa nacional: “Alarma en un pueblo por una broma que simula un aterrizaje OVNI”, rezaba su titular. Pero ni el presunto bromista había aparecido ni tampoco vecino alguno había declarado ver un “platillo volante” por las cercanías.